# Matthäus Nagiller

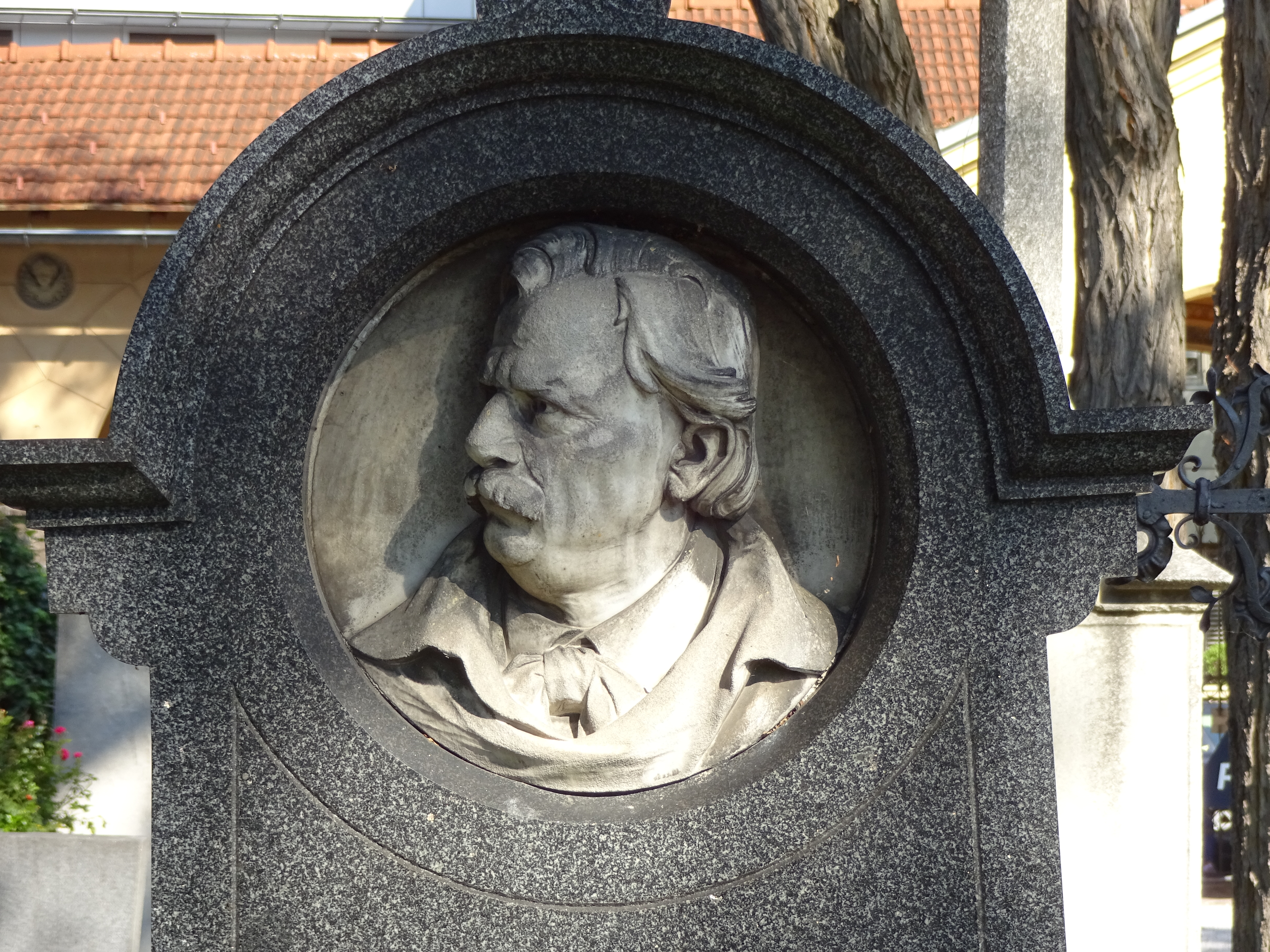
Portraitrelief Nagillers auf seinem Grabstein am Innsbrucker Westfriedhof (geschaffen 1876 von Engelbert Kolp)

Matthäus Nagiller (* 24. Oktober 1815 in Münster, Tirol; † 8. Juli 1874 in Innsbruck) war ein österreichischer Komponist und Dirigent.

## Leben

### Ausbildung
Das musikalische Talent Nagillers, der einer einfachen Bauernfamilie entstammte, offenbarte sich bereits in seiner Kindheit. Sein erster Musiklehrer war der Gemeindearzt von Münster, der dem aufgeweckten Knaben die ersten Lektionen im Violinspiel erteilte. Wegen seiner ausgezeichneten schulischen Leistungen schickten ihn seine Eltern auf das Gymnasium in Hall, wo er auf den geistlichen Stand vorbereitet werden sollte. Zu ihrem Leidwesen strebte ihr Sohn aber eine musikalische Karriere an und nahm nach seiner Gymnasialzeit theoretischen Musikunterricht beim Chordirigenten Pichler in Schwaz. Von 1834 bis 1836 besuchte er die Musikvereinsschule in Innsbruck und wurde dann Schüler von Prof. Gottfried von Preyer am Wiener Konservatorium, der ihn nach der Methode des Musiktheoretikers Simon Sechter unterrichtete. 

### Unterrichtstätigkeit in Paris und Konzertreisen nach Deutschland
Nach der Ausbildung in Wien begab sich Nagiller nach Paris, wo er sich – mit kurzen Unterbrechungen – bis 1848 aufhielt und als Professor für Komposition am Pariser Conservatoire wirkte. Zu seinen Schülern zählten bekannte Musiker, wie der Sänger und Dirigent Julius Stockhausen, der Organist Edouard Silas und der Klarinettist Iwan Müller. Auch der Klaviervirtuose Friedrich Kalkbrenner vertraute ihm seinen Sohn an. 
1846 gründete Nagiller mit Freunden und Schülern den Mozartverein, dessen Ziel es war, die Werke der deutschen Klassik in Frankreich einem breiteren Publikum bekannt zu machen. Am 15. März gab er in der Loirestadt das erste öffentliche Konzert, bei welchem er auch eigenen Kompositionen zur Aufführung brachte.
Im darauf folgenden Jahr 1847 unternahm Nagiller eine ausgedehnte Konzertreise nach Deutschland, die ihn nach Köln, Frankfurt a. M., Leipzig, Berlin und Hamburg führte. Die Reaktionen auf seine musikalischen Darbietungen waren unterschiedlich. Während die Kritiker in Leipzig meinten, dass Nagiller dem Publikum einen bitteren Abend bereitet habe, wurden seine Vorstellungen in Köln und Berlin mit viel Beifall aufgenommen. Namentlich die Sinfonie Nr. 1 in c-Moll, wurde in den öffentlichen Blättern als Meisterwerk gelobt. Sie zählt noch heute zum Besten, was ein Tiroler Komponist auf sinfonischem Gebiet geschaffen hat.

### Rückkehr nach Österreich und Aufenthalt in München
1848 kehrte Nagiller in seine Heimat zurück, wo er sich in Bozen niederließ. Von 1852 bis 1854 leitete er in Partschins die Hauskapelle des  Freiherrn Franz von Goldegg. 
Aber schon bald zog es den rast- und ruhelosen Künstler wieder in die Ferne. Von 1854 bis 1861 hielt sich Nagiller hauptsächlich in München auf, wo er mit Melchior Meyr, Emanuel Geibel und Eduard Ille, der ihm den Text zur Oper Friedrich mit der leeren Tasche lieferte, bekannt wurde. Am 5. Mai 1853 wurde dort in der Ludwigskirche seine große Festmesse aufgeführt und sehr positiv besprochen (Neue Münchener Zeitung S. 897). Anfang Mai 1854 leitete er ein großes „Vokal- und Instrumental-Concert“ im Odeon mit eigenen Werken, darunter seine Symphonie c-Moll, die „Concert-Ouverture in D-Dur“ und einige Lieder, die ebenfalls gut aufgenommen wurden (Bayrischer Landbote 11. Mai 1854) Unterbrochen wurde der Aufenthalt in München durch eine Konzertreise, die ihn auch nach Coburg führte, wo er für seine musikalischen Leistungen vom kunstsinnigen Herzog Ernst II. (Sachsen-Coburg und Gotha) mit der goldenen Medaille für Kunst und Wissenschaft ausgezeichnet wurde. Trotz dieser Auszeichnung und der Anerkennung, die er in Deutschland genoss, blieb ihm dort die gewünschte Anstellung als Hof- oder Theaterkapellmeister versagt.
Im Juni 1861 bewarb sich Nagiller um die Leitung des Dom-Musikvereins und Mozarteums in Salzburg, jedoch wurde dieser Posten an Hans Schläger vergeben. Als ihm in Bozen ein halbes Jahr später das Amt des Musikverein-Kapellmeisters angeboten wurde, nahm er dieses Angebot dankbar an. Mit den Einnahmen aus seiner Kapellmeistertätigkeit finanzierte er im Jahre 1864 eine Konzertreise nach Norddeutschland, wo er in Hamburg die Bekanntschaft mit Pauline Cruse machte, die er nach nur dreimonatiger Verlobungszeit im November 1864 in Hamburg ehelichte. Da seine Braut aus vermögendem Haus stammte, war Nagiller aller finanziellen Sorgen enthoben. Aber auch im Berufsleben ging mit dem Frischvermählten jetzt steil bergauf. Im Oktober 1866 übernahm er die Chorleitung bei der Innsbrucker Liedertafel und schon zwei Monate später wurde ihm auch das Amt des Kapellmeisters des Innsbrucker Musikvereins (heute Tiroler Landeskonservatorium in der Hofhaimergasse) übertragen.

### Nagillers Wirken in Innsbruck
Mit dem Engagement Nagillers erfuhr das Musikleben der Landeshauptstadt die erhoffte Belebung. Es waren aber nicht neue Kompositionen, mit denen er das Innsbrucker Publikum erfreute, als vielmehr die Aufführung der Werke der von ihm hoch geschätzten Komponisten Händel, Haydn und Mendelssohn Bartholdy, die er mit ungeheurem Aufwand in Szene setzte. Schon in Bozen hatte Nagiller mit Haydns Schöpfung, die er mit einem über 100 Personen zählenden Chor und einem verstärkten Orchester zur Aufführung brachte, den für eine Provinzstadt üblichen Rahmen einer Musikinszenierung weit übertroffen. Seine Darbietungen in Innsbruck aber stellten alles bisher Dagewesene in den Schatten. Aus allen Teilen des Landes wurden Musiker, Sänger und Musikfreunde zusammengezogen. Bis zu 300 Mitwirkende und mehr sorgten für eine überwältigende Klangfülle, wie sie zu jener Zeit nur selten zu hören war. Dabei griff Nagiller für die Besetzung der Solostimmen gerne auf auswärtige Kräfte zurück, die er meist beim Münchner Hoftheater anwarb, in Ausnahmefällen kamen aber auch einheimische Solisten zum Zug. Besondere Aufmerksamkeit erregten die Oratorien Samson (15. Juli 1868), Acis und Galatea (5. Juni 1870) und Messiah (11. Juni 1872), aber auch die Oratorien Elias (25. Juni 1873) und Paulus füllten die Konzertsäle.
Trotz dieser Leistungen hatte Nagiller in Innsbruck nicht nur Freunde. Es gab auch Neider, die versuchten, seine Erfolge herabzuwürdigen. Dies brachte den sonst Friedfertigen in Rage. Als in einem der Lokalblätter einmal die Aufführung der Missa Papae Marcelli kritisiert wurde, ließ Nagiller den Rektor der Universität, den er hinter den Angriffen vermutete, wissen, „dass die Kirchenmusik vom Musikverein in der Jesuitenkirche beim akademischen Gottesdienst gratis besorgt werde und man sich nichts einreden lasse, ansonsten man die Musikaufführungen ganz einstellen werde“. Abgesehen davon, dass diese Kritik – wie sich später herausstellte – an die falsche Adresse gerichtet war und sich Rektor P. Waldeck und die Jesuiten ganz unschuldig fühlten, hat sie dem Künstler nur Häme eingebracht. Noch im Nachruf, der in den Innsbrucker Nachrichten anlässlich des Todes des Künstlers erschien, erinnerte man sich des „Häufleins rücksichtsloser, erbitterter Feinde, die keine Gelegenheit versäumten, um dem verdienten Mann bittere Kränkungen zu bereiten“.
Nagiller verstarb am 8. Juli 1874 an Lungenlähmung. Der Trauerzug, der durch orkanartige Windböen und starke Gewitterregen gestört wurde, wurde von Freunden aus Nah und fern begleitet. Die sterblichen Überreste des Künstlers wurden vorübergehend in der siebten Arkade der Ostgalerie des städtischen Friedhofes beigesetzt und später umgebettet. Seine Frau Pauline, die nach dem Tod ihres Gatten den Komponisten Ludwig Thuille in ihr Haus aufgenommen und tatkräftig unterstützt hat, verstarb im Juni 1881. Obwohl sie evangelischen Glaubens war, wurde ihre Bestattung an der Seite ihres Mannes auf dem katholischen Teil des Innsbrucker Westfriedhofs gestattet. Den Grabstein Nagillers hat der Bildhauer Engelbert Kolp geschaffen. Er zeigt das Porträt des Künstlers im Profil.
Das Museum Ferdinandeum, dessen Mitglied Nagiller war, besitzt aus dem Nachlass der Witwe eine Gipsbüste des Künstlers.

## Werk
Der Schwerpunkt der kompositorischen Tätigkeit Nagillers lag in seinen kirchlichen Werken, und innerhalb dieser in der Komposition von Messen und Chorgesängen, die zur Aufführung in Dorfkirchen bestimmt waren. Aus diesen ragt die groß angelegte Festmesse in B-Dur hervor, die Nagiller dem Brixner Fürstbischof Bernhard Galura gewidmet hat. Von den anderen Werken des Künstlers erfuhren die Sinfonie in c-Moll und die Vertonungen der Goethe-Gedichte, von diesen wiederum seine Mignon, besondere Wertschätzung. Wenig Erfolg war seinen dramatischen Werken beschieden. Von ihnen hat nur die Oper Herzog Friedrich mit der leeren Tasche lokale Berühmtheit erlangt (Uraufführung in Innsbruck am 17. Mai 1859).
Von seinen Zeitgenossen wurde Matthäus Nagiller in eine Reihe mit den Komponisten Johann Baptist Gänsbacher, Josef Netzer und Johann Rufinatscha gestellt. Jedoch musste der Künstler mit zunehmendem Alter erkennen, dass seinen kompositorischen Fähigkeiten Grenzen gesetzt sind. Nagiller repräsentiert im allgemeinen Strom der Kulturentwicklung kein unverzichtbares Glied ihrer kontinuierlichen Entfaltung, doch sind seine gediegenen Kompositionen zumindest wichtiger Teil der Musikgeschichte Tirols.